# Šredingerova jednačina
Čestica je opisana u prostoru kao talas. Stanje takve čestice opisuje se talasnom funkcijom koja se dobija rešavanjem Šredingerove jednačine. Ovu jednačinu je formulisao 1925. godine, i objavio 1926, austrijski fizičar Ervin Šredinger. Rešavanje Šredingerove jednačine vrši se preko ukupne energije koja se izražava preko kinetičke koja je izražena preko impulsa i potencijalne energije. Opisana je kvantnomehaničkim Hamiltonijanovim operatorom energije. Šredingerova jednačina opisuje kretanje čestica u potencijalu V(x,y,z) kroz vreme.
U klasičnoj mehanici, jednačina kretanja je Njutnov drugi zakon, a ekvivalentne formulacije su Ojler–Lagranžove jednačine i Hamiltonove jednačine. Sve ove formulacije se koriste za rešavanje kretanja mehaničkog sistema i matematičko predviđanje stanja sistema u datom vremenu nakon inicijalnog stanja i konfiguracije sistema.
U kvantnoj mehanici, po analogiji sa Njutnovim zakonima je Šredingerova jednačina za kvantni sistem (obično atome, molekule, i subatomske čestice bilo slobodne, vezane, ili lokalizovane). Ona nije jednostavna algebarska jednačina, nego (opšta) linearna parcijalna diferencijalna jednačina. Diferencijalna jednačina opisuje talasnu funkciju sistema, koja se takođe naziva kvantno stanje ili vektor stanja.
U standardnoj interpretaciji kvantne mehanike, talasna funkcija je najkompletniji opis fizičkog sistema. Rešenja Šredingerove jednačine opisuju ne samo molekulske, atomske, i subatomske sisteme, nego i makroskopske sisteme, možda čak i ceo svemir.
Poput Njutnovog drugog zakona, Šredingerova jednačina se može matematički transformisati u druge formulacije poput Verner Hajzenbergove matrične mehanike, i Fejnmanove integralne formulacije putanja. Isto tako poput Njutnovog drugog zakona, Šredingerova jednačina opisuje vreme na način koji je nepodesan za relativističke teorije, mada je taj problem manje izražen u matričnoj mehanici i potpuno odsutan u integralnoj formulaciji putanja. Jednačina je izvedena putem parcijalnog diferenciranja standardne talasne jednačine i supstituisanja relacije između momenta čestice i talasne dužine talasa asociranog sa česticom u De Brojevoj hipotezi.

## Jednačina

### Vremenski zavisna jednačina
Forma Šredingerove jednačine zavisi od fizičke situacije. Najopštija forma je vremenski zavisna Šredingerova jednačina, koja opisuje promene sistema u funkciji vremena:
| Vremenski zavisna Šredingerova jednačina (opšta) {\displaystyle i\hbar {\frac {\partial }{\partial t}}\Psi ={\hat {H}}\Psi } |
gde je i imaginarna jedinica, ħ je redukovana Plankova konstanta, Ψ je talasna funkcija kvantnog sistema, i {\displaystyle {\hat {H}}} je Hamiltonov operator (koji karakteriše totalnu energiju svake date talasne funkcije i poprima različite forme u zavisnosti od situacije).
Najpoznatiji primer je nerelativistička Šredingerova jednačina za jednu česticu, koja se kreće u električnom polju (ali ne u magnetnom polju; c.f. Paulijeva jednačina):
| Vremenski zavisna Šredingerova jednačina (jedna nerelativistička čestica) {\displaystyle i\hbar {\frac {\partial }{\partial t}}\Psi (\mathbf {r} ,t)=\left[{\frac {-\hbar ^{2}}{2m}}\nabla ^{2}+V(\mathbf {r} ,t)\right]\Psi (\mathbf {r} ,t)} |
gde je m masa čestice, V je njena potencijalna energija, ∇2 je Laplasijan, i Ψ je talasna funkcija (preciznije, u ovom kontekstu, ona se naziva "poziciono prostorna talasna funkcija"). Totalna energija jednaka zbiru kinetičke i potencijalne energije", mada sabirci poprimaju neuobičajene forme.
Pošto su specifični diferencijalni operatori zastupljeni, ovo je linearna parcijalna diferencijalna jednačina. Ona je takođe difuziona jednačina.
Termin "Šredingerova jednačina" se može odnositi na opštu jednačinu (prva kutija gore), ili na specifičnu nerelativističku verziju (drugi kutija gore i njene varijante). Opšta jednačina je veoma uopštena. Ona nalazi primenu širom kvantne mehanike, za sve od Dirakove jednačine do kvantne teorije polja, putem upotrebe raznih kompleksnih izraza za Hamiltonijan. Specifična nerelativistička verzija je pojednostavljena aproksimacija relativističke. Ona je sasvim precizna u mnogim situacijama, mada postoje slučajevi gde je veoma neprecizna.
Pri primeni Šredingerove jednačine, Hamiltonov operator se definiše za dati sistem, tako da obuhvata kinetičku i potencijalnu energiju čestica sadržanih sistemom, i zatim se unosi u Šredingerovu jednačinu. Rezultujuća parcijalna diferencijalna jednačina se rešava za talasnu funkciju, koja sadrži informacije o sistemu.

## Literatura
- Shankar, R. (1994). Principles of Quantum Mechanics (2nd изд.). Kluwer Academic/Plenum Publishers. стр. 143–. ISBN 978-0-306-44790-7.
- P. A. M. Dirac (1958). Principles of Quantum Mechanics (4th изд.). Oxford University Press.
- Müller-Kirsten, H. J. W. (2012). Introduction to Quantum Mechanics: Schrödinger Equation and Path Integral (2nd изд.). World Scientific. ISBN 978-981-4397-74-2.
- Griffiths, David J. (2004). Introduction to Quantum Mechanics (2nd изд.). Benjamin Cummings. ISBN 978-0-13-124405-4.
- Liboff, Richard (2002). Introductory Quantum Mechanics (4th изд.). Addison Wesley. ISBN 978-0-8053-8714-8.
- Halliday, David (2007). Fundamentals of Physics (8th изд.). Wiley. ISBN 978-0-471-15950-6.
- Serway, Moses, and Moyer (2004). Modern Physics (3rd изд.). Brooks Cole. ISBN 978-0-534-49340-0.
- Moore, Walter John (1992). Schrödinger: Life and Thought. Cambridge University Press. ISBN 978-0-521-43767-7.
- Schrödinger, Erwin (1926). „An Undulatory Theory of the Mechanics of Atoms and Molecules”. Phys. Rev. 28 (6). 28 (6): 1049—1070. Bibcode:1926PhRv...28.1049S. doi:10.1103/PhysRev.28.1049.
- Teschl, Gerald (2009). Mathematical Methods in Quantum Mechanics; With Applications to Schrödinger Operators. Providence: American Mathematical Society. ISBN 978-0-8218-4660-5.
- Chester, Marvin (1987). Primer of Quantum Mechanics. John Wiley. ISBN 0-486-42878-8.
- Cox, Brian; Forshaw, Jeff (2011). The Quantum Universe: Everything That Can Happen Does Happen. Allen Lane. ISBN 978-1-84614-432-5.
- Richard Feynman, . QED: The Strange Theory of Light and Matter. Princeton University Press. 1985. ISBN 0-691-08388-6.. Four elementary lectures on quantum electrodynamics and quantum field theory, yet containing many insights for the expert.
- Ghirardi, GianCarlo, 2004. Sneaking a Look at God's Cards, Gerald Malsbary, trans. Princeton University Press. The most technical of the works cited here. Passages using algebra, trigonometry, and bra–ket notation can be passed over on a first reading.
- N. David Mermin, , "Spooky actions at a distance: mysteries of the QT" in his Boojums All the Way Through. Cambridge University Press. 1990.. 110–76.
- Victor Stenger, (2000). Timeless Reality: Symmetry, Simplicity, and Multiple Universes. Buffalo, NY: Prometheus Books.. Chpts. 5–8. Includes cosmological and philosophical considerations.

More technical:
- Bernstein, Jeremy (2009). Quantum Leaps. Cambridge, Massachusetts: Belknap Press of Harvard University Press. ISBN 978-0-674-03541-6.
- Bohm, David (1989). Quantum Theory. Dover Publications. ISBN 978-0-486-65969-5.
- Binney, James; Skinner, David (2008). The Physics of Quantum Mechanics. Oxford University Press. ISBN 978-0-19-968857-9.
- Eisberg, Robert; Resnick, Robert (1985). Quantum Physics of Atoms, Molecules, Solids, Nuclei, and Particles (2nd изд.). Wiley. ISBN 978-0-471-87373-0.
- Bryce DeWitt, R. Neill Graham, eds., . The Many-Worlds Interpretation of Quantum Mechanics. Princeton Series in Physics. 1973. ISBN 0-691-08131-X.. Princeton University Press.
- Everett, Hugh (1957). „Relative State Formulation of Quantum Mechanics”. Reviews of Modern Physics. 29 (3): 454—462. Bibcode:1957RvMP...29..454E. S2CID 17178479. doi:10.1103/RevModPhys.29.454.
- Feynman, Richard P.; Leighton, Robert B.; Sands, Matthew (1965). The Feynman Lectures on Physics. 1—3. Addison-Wesley. ISBN 978-0-7382-0008-8.
- D. Greenberger, K. Hentschel, F. Weinert, eds., 2009. Compendium of quantum physics, Concepts, experiments, history and philosophy, Springer-Verlag, Berlin, Heidelberg.
- Max Jammer, 1966. The Conceptual Development of Quantum Mechanics. McGraw Hill.
- Hagen Kleinert, 2004. Path Integrals in Quantum Mechanics, Statistics, Polymer Physics, and Financial Markets, 3rd ed. Singapore: World Scientific. Draft of 4th edition. Архивирано на веб-сајту  (15. јун 2008)
- L.D. Landau, E.M. Lifshitz (1977). Quantum Mechanics: Non-Relativistic Theory. 3 (3rd изд.). Pergamon Press. ISBN 978-0-08-020940-1.. Online copy
- Gunther Ludwig, (1968). Wave Mechanics. London: Pergamon Press. ISBN 0-08-203204-1.
- George Mackey (2004). The mathematical foundations of quantum mechanics. Dover Publications. ISBN 0-486-43517-2.
- Merzbacher, Eugen (1998). Quantum Mechanics. Wiley, John & Sons, Inc. ISBN 978-0-471-88702-7.
- Albert Messiah, 1966. Quantum Mechanics (Vol. I), English translation from French by G.M. Temmer. North Holland, John Wiley & Sons. Cf. chpt. IV, section III. online
- Omnès, Roland (1999). Understanding Quantum Mechanics. Princeton University Press. ISBN 978-0-691-00435-8. OCLC 39849482.
- Scerri, Eric R., . The Periodic Table: Its Story and Its Significance. Oxford University Press. 2006. ISBN 0-19-530573-6.. Considers the extent to which chemistry and the periodic system have been reduced to quantum mechanics.
- Shankar, R. (1994). Principles of Quantum Mechanics. Springer. ISBN 978-0-306-44790-7.
- Stone, A. Douglas (2013). Einstein and the Quantum. Princeton University Press. ISBN 978-0-691-13968-5.
- Transnational College of Lex (1996). What is Quantum Mechanics? A Physics Adventure. Language Research Foundation, Boston. ISBN 978-0-9643504-1-0. OCLC 34661512.
- Veltman, Martinus J.G. (2003), Facts and Mysteries in Elementary Particle Physics.

## Spoljašnje veze
- Hazewinkel Michiel, ур. (2001). „Schrödinger equation”. Encyclopaedia of Mathematics. Springer.  978-1556080104.
- [http://www.lightandmatter.com/html_books/0sn/ch13/ch13.html
- [http://eqworld.ipmnet.ru/en/solutions/lpde/lpde108.pdf
- [http://eqworld.ipmnet.ru/en/solutions/npde/npde1403.pdf
- J. O'Connor and E. F. Robertson: A history of quantum mechanics.
- Introduction to Quantum Theory at Quantiki.
- Quantum Physics Made Relatively Simple: three video lectures by Hans Bethe